# Magda Campins i Martí
Magda Campins i Martí (Barcelona, 1956) és una metgessa i epidemiòloga catalana. Cap del servei de Medicina Preventiva i Epidemiologia de l'Hospital Vall d'Hebron de la ciutat de Barcelona, és també professora de medicina preventiva i epidemiologia a la Facultat de Medicina (UAB). S'havia pronunciat inicialment de manera favorable cap a l'ús de la hidroxicloroquina per a tractar els malalts de Covid-19. però posteriorment es retractà tot afirmant que aquesta substància no servia per res en el tractament de la malaltia.
És d'ençà de la fi de setembre de 2021 presidenta del Comitè Científic Assessor de la covid-19, òrgan assessor del Departament de Salut.
L'any 2023 va rebre la Medalla Josep Trueta que otorga la Generalitat de Catalunya. El 2025 fou inclosa a la llista Forbes de les 100 dones més influents de Catalunya.